# Michael Schjønberg
Michael Schjønberg Christensen (Esbjerg, 19 de janeiro de 1967) é um ex-futebolista profissional dinamarquês, defensor, atualmente treinador.

## Carreira
Michael Schjønberg se profissionalizou no Esbjerg fB.

## Seleção
Michael Schjønberg integrou a Seleção Dinamarquesa de Futebol na Copa Rei Fahd de 1995.

## Títulos
Dinamarca
- Copa Rei Fahd de 1995